# 北社鼠
北社鼠（学名：Niviventer confucianus）为鼠科白腹鼠属的动物。分布于缅甸，泰国，越南和中国大陆江西、广西、陕西、青海、安徽、内蒙古、云南、甘肃、河北、山东、山西、江苏、贵州、广东、吉林、浙江、湖南、四川、福建、河南等地，常见于林灌田野。该物种的模式产地在四川宝兴。

## 亚种
- 北社鼠河北亚种（学名：Niviventer confucianus chiliensis），Thomas于1917年命名。在中国大陆，分布于河南、河北、内蒙古等地。该物种的模式产地在河北兴隆。[3]
- 北社鼠指名亚种（学名：Niviventer confucianus confucianus），Milne-Edwards于1871年命名。在中国大陆，分布于江西、广西、贵州、安徽、云南、甘肃、河南、四川、江苏、广东、福建、浙江、湖南等地。该物种的模式产地在四川宝兴。[4]
- 北社鼠闹牛亚种（学名：Niviventer confucianus naoniuensis），Zhang et Zhao于1984年命名。在中国大陆，分布于吉林等地。该物种的模式产地在吉林洮安县。[5]
- 北社鼠山东亚种（学名：Niviventer confucianus sacer），Thomas于1908年命名。在中国大陆，分布于甘肃、陕西、山东、山西等地。该物种的模式产地在山东烟台。[6]
- 北社鼠玉树亚种（学名：Niviventer confucianus yushuensis），Wang et Zheng于1981年命名。在中国大陆，分布于青海、四川等地。该物种的模式产地在青海玉树。[7]